# Свайрини

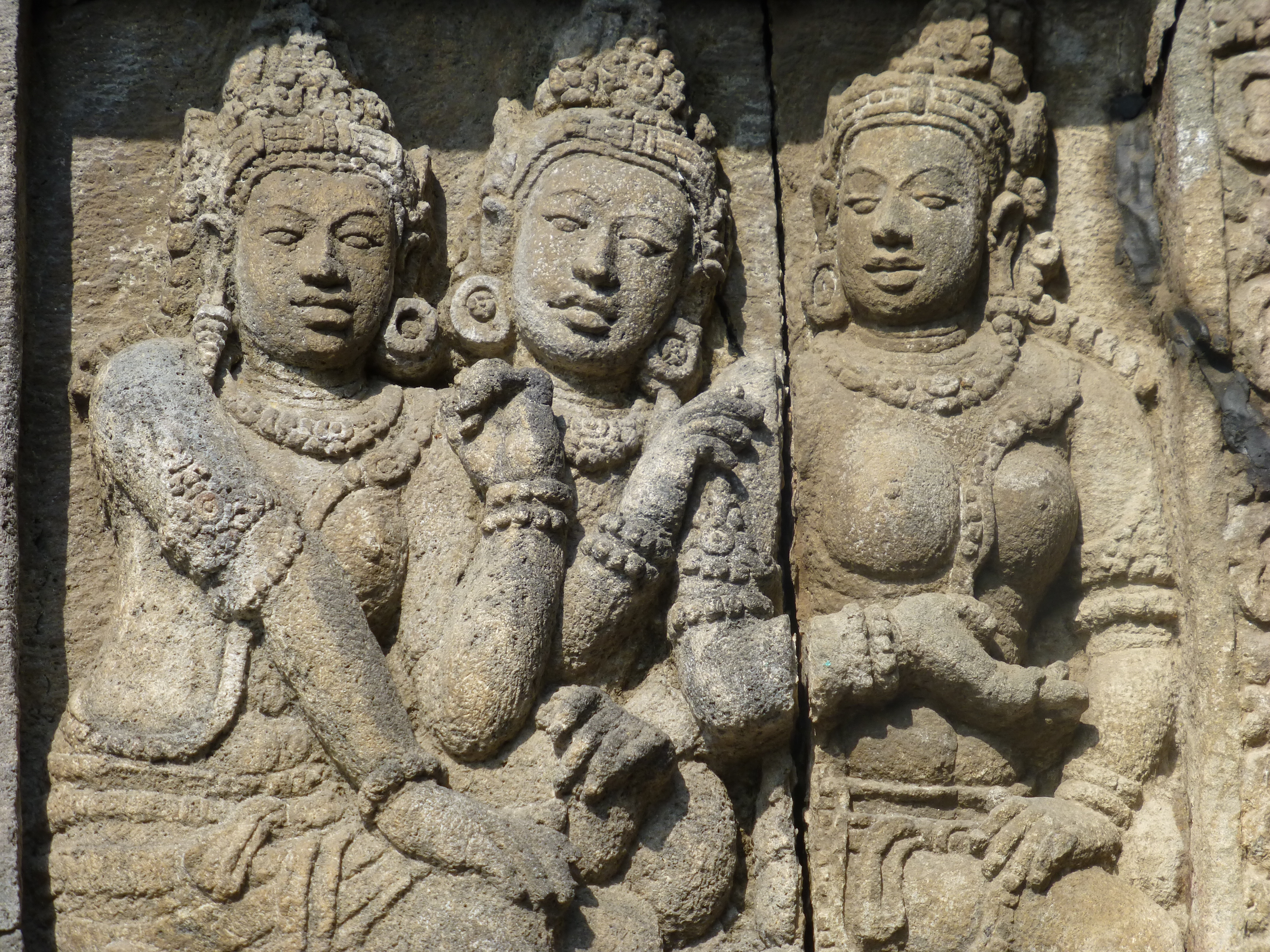

Свайри́ни (санскр. स्वैरिन् IAST: svairin — «независимый», «непокорный») — термин, которым в индуистских текстах называют лесбиянок. В разделе «Камасутры» тритья-пракрити («люди третьего пола») свайрини (лесбиянки) впервые описываются в главе, где речь идёт об агрессивности поведения у женщин (пурушайита). Санскритским словом свайрини называют независимую, свободную женщину, которая отказалась иметь мужа, сама зарабатывает себе на жизнь, и живёт либо одна, либо в браке с другой женщиной. Различные типы её гомосексуального поведения и практик очень подробно описаны в этой главе. Лесбиянки с большей вероятностью выходили замуж и растили детей, чем мужчины-геи (клиба), они легко вливались как в сообщество третьего пола, так и в обычное общество. Те, кто не рожал детей, иногда обозначались словом настрийа или «не женщина». Женщины третьего пола могли зарабатывать себе на жизнь разными способами, в том числе заниматься торговлей, работать в правительстве, в сфере развлечений (как куртизанки или проститутки), а также как служанки. Иногда они жили жизнью отшельниц и следовали аскетическим обетам. Лесбиянки и женщины, которые либо мужеподобны, либо не имеющие влечения к мужчинам по разным причинам, упоминаются в индуистских писаниях также под терминами стрипумса, шандхи, и т. д. «Камасутра» также говорит о гомосексуальных браках людей третьего пола, основанных на «сильной привязанности и полной вере друг в друга». В «Бхагавата-пуране» говорится, что в мире Атала, которым правит асура Бали, появляются три типа женщин: свайрини, камини и пумшчали, где свайрини — это женщины, которые выходят замуж только за представителей своего сословия, камини готовы выйти за мужчину любого происхождения, а пумшчали меняют мужей одного за другим.